# ایمابتسو، آئوموری
ایمابتسو، آئوموری (به لاتین: Imabetsu, Aomori) یک منطقهٔ مسکونی در ژاپن است که در Higashitsugaru District واقع شده‌است. ایمابتسو ۱۲۵٫۲۸ کیلومترمربع مساحت و ۲٬۷۳۹ نفر جمعیت دارد.